# Kurczenie się miast
Kurczenie się miast (ang. shrinking city) – proces dotykający miasta, oddziaływający na jego rozwój społeczny, ekonomiczny i przestrzenny. Zachodzi w warunkach ciągłej utraty mieszkańców i jest wzmacniany przez kryzys ekonomiczno-społeczny. Prowadzi do dezurbanizacji, długotrwałego kryzysu. Odpowiednio zarządzany może stanowić szansę na rozwój miasta w nowej, bardziej zwartej formie, czego przykładem jest niemiecki Lipsk czy Hoyerswerda. O ile projekty rewitalizacyjne mogą służyć nieprzeciwdziałaniu negatywnym skutkom kurczenia się miast to zintegrowane zarządzanie tym procesem wymaga działań wykraczających poza jednostkowe projekty odnowy, które można określić jako restrukturyzacja miasta. Jednymi z polskich przykładów miast kurczących się są Wałbrzych, który doświadczył kryzysu strukturalnego w wyniku procesu deindustrializacji, a także Bytom, który traci swoje funkcje rozwojowe.

## Definicja
Termin „miasto kurczące się” (niem. Schrumpfende Stadt) został wprowadzony w latach 80. XX w. przez niemieckich socjologów, którzy prowadzili badania nad pogrążonymi w kryzysie miastami Zagłębia Ruhry, poddawanego wówczas restrukturyzacji i konwersji z gospodarki opartej na przemyśle ciężkim i wydobywczym. Anglojęzyczny termin (ang. shrinking city) jest opisywany jako faza rozwoju miasta, w której upadek zastępuje wzrost. Zarówno termin anglojęzyczny i niemieckojęzyczny opisują spadek liczby ludności oraz zapaść ekonomiczną. Kurczenie się miast nie jest procesem synonimicznym z depopulacją, która stanowi jedynie symptom, za którym kryje się wiele procesów i przyczyn.
Miasto kurczące się – to miasto, w którym z jednej strony występuje znaczny ubytek ludności (przez okres co najmniej 5 lat, więcej niż 0,15% rocznie), a z drugiej strony zachodzi w nim proces transformacji gospodarczej z oznakami strukturalnego kryzysu.